# شون باول
شون باول (بالإنجليزية: Shawn Powell)‏ هو لاعب كرة قدم أمريكية أمريكي، ولد في 29 نوفمبر 1988 في روما في الولايات المتحدة.

## وصلات خارجية
- شون باول على موقع مرجع كرة القدم المحترفة.كوم (الإنجليزية)